# Giuseppe Brecchi
Giuseppe Brecchi detto Brecchino (Siena, 15 luglio 1759 – ...) è stato un fantino italiano, vincitore del Palio di Siena nel 1779.

## La vittoria
Brecchino, suocero di Cicciolesso Luigi Brandani, vinse il Palio di Siena del 16 agosto 1779, completando quindi il "cappotto" dell'Onda (già vincitrice in luglio).
Dalla cronaca de I quaderni del Griccioli, l'Onda vinse "per essere entrato un sasso nel piede del cavallo del Bruco che era primo. I partiti e gli accordi corsi fra i fantini influirono per togliere alla corsa quella gara che rende divertente lo spettacolo. La Contrada vincitrice fu nuovamente l'Onda con il fantino Giuseppe Brecchi detto Brecchino, di anni 15 o 16" (in realtà aveva 20 anni).

## Presenze al Palio di Siena
| Palio          | Contrada     | Cavallo              | Note |
| -------------- | ------------ | -------------------- | ---- |
| 2 luglio 1778  | Torre        | Sauro di L. Dei      |      |
| 17 agosto 1778 | Pantera      | Sauro di A. Coppi    |      |
| 2 luglio 1779  | Nicchio      | Sauro di A. Ponziani |      |
| 16 agosto 1779 | Onda         | Baio di P. Nepi      |      |
| 2 luglio 1780  | Valdimontone | Baio di P. Nepi      |      |
| 2 luglio 1781  | Aquila       | Morello di L. Dei    |      |
| 16 agosto 1781 | Pantera      | Grigio di L. Cetti   |      |